# Kraljevske grobnice dinastije Joseon
Kraljevske grobnice dinastije Joseon (hangul: 조선왕릉; hanja: 朝鮮王陵) je skupina 40 grobnica korejske kraljevske dinastije Joseon (1392. – 1910.) koje se nalaze na 18 lokaliteta u Južnoj Koreji, uglavnom četrdesetak km od Seula. Sagradili su ih Joseon vladari Koreje u spomen na svoje pretke i njihova dostignuća, od 1408. do 1966. godine. Zbog toga su 2009. godine upisane na UNESCO-ov popis mjesta svjetske baštine u Aziji kao "dovršetak 5.000 godina povijesti arhitekture kraljevskih grobnica na korejskom poluotoku".

## Odlike
Za grobnice su odabirana mjesta od izuzetne prirodne ljepote koja obično imaju stražnju stranu zaštićenu brdom dok im je južno pročelje okrenuto prema vodi, i idealno, slojeve planina u daljini. Dakle, građene su u skladu s feng shui načelima konfucijanizma - pungsu (geomancija), posebice iz knjiga: "Knjiga obreda" (Li Ji) i "Obred Zhou" (Zhou Li).
Kraljevski grobni humci (Bongbun) imaju svečani prostor i ulaz, a uz grobno područje se nalaze zgrade u obliku slova T: drveni oltar (Jeongjagak), paviljon za stele (Bigak), kraljevska kuhinja (Suragan) i čuvareva kuća (Subokang), portal s crvenim stupcima (Hongsalmun). Okolica je ukrašena s nizom kamenih figura ljudi i životinja. 
Razlikuju se dvije vrste grobnica, neung grobnice za postumni pokop kraljeva i kraljica (njih 40), i won grobnice za kraljeviće, njihove žene i kraljevske roditelje (njih 13).
Pored 18 lokaliteta u blizini Seula, koji su zaštićena UNESCO-ova svjetska baština, u Kaesongu se nalaze još dvije kraljevske grobnice dinastije Joseon: Jereung (제릉), grobnica kraljice Sinui, i Hureung (후릉), grobnica kralja Jeongjonga i kraljice Jeongan. Zaštićeni lokaliteti su:
1. Donggureung (동구릉)
2. Gwangneung (광릉)
3. Heolleung i Illeung (헐릉&인릉)
4. Hongneung i Yureung (홍릉&유릉)
5. Jangneung (Gimpo) (김포 장릉)
6. Jangneung (Paju) (파주 장릉)
7. Jangneung (Yeongwol) (영월 장릉)
8. Jeongneung (정릉)
9. Olleung (온릉)
10. Paju Samneung Cluster (파주 삼릉)
11. Sareung (사릉)
12. Seolleung i Jeongneung (선릉&정릉)
13. Seo-oreung (서오릉)
14. Seosamneung (서삼릉)
15. Taereung i Gangneung (태릉&강릉)
16. Uireung (의릉)
17. Yeongneung i Yeongneung (영릉&영릉)
18. Yungneung i Geolleung (융릉&건릉)

## Vanjske poveznice
- Orijentalna arhitektura (engl.)